# Coelorachis ramosa
Coelorachis ramosa là một loài thực vật có hoa trong họ Hòa thảo. Loài này được (E.Fourn.) Nash mô tả khoa học đầu tiên năm 1909.